# Ngày Thế giới chống Lao động Trẻ em
Ngày Thế giới chống Lao động Trẻ em, viết tắt là WDACL (World Day Against Child Labour) là ngày 12 tháng Sáu, là ngày được Tổ chức Lao động quốc tế (ILO) đưa ra năm 2002 và được Liên Hợp Quốc công nhận, nhằm nâng cao nhận thức và hành động để ngăn chặn lao động trẻ em.
Nó được thúc đẩy bởi sự phê chuẩn của Công ước ILO số 138 về độ tuổi lao động tối thiểu, và Công ước ILO số 182 về các hình thức tồi tệ nhất của lao động trẻ em.